# 이웃집 여자 (1994년 드라마)
《이웃집 여자》는 1994년 7월 29일에 MBC에서 방영한 베스트극장이다.

## 줄거리
미영은 어느날 새로 이사온 이웃집의 지수가 자신의 남편과 다정히 이야기하는 것을 보고 이들을 의심한다. 남편을 추적하던 미영은 드디어 남편이 지수와 오랫동안 밀회를 가져왔다는 사실을 알아낸다.

## 등장 인물

### 주요 인물
- 양미경 : 미영 역
- 현석 : 성태 역
- 노경주 : 지수 역
- 김승환 : 지수의 남편 역

### 그 외 인물
- 김복희
- 문미봉
- 김각종
- 이금복
- 조성숙
- 조민기
- 강미정
- 공소애
- 문유선
- 이나리
- 서미림

### 특별 출연
- 이나미